# كولن ماكي (سياسي)
كولن ماكي هو سياسي أسترالي، ولد في 1949 في أديلايد في أستراليا. نشط حزبياً في حزب العمال الأسترالي (فرع جنوب أستراليا) ‏. وقد انتخب عضو المجلس النيابي لجنوب أستراليا ‏ عن دائرة غيليس ‏ وقد انضم خلال فترته النيابية (25 نوفمبر 1989 – 10 ديسمبر 1993) للكتلة البرلمانية حزب العمال الأسترالي (فرع جنوب أستراليا) ‏.